# Verwaltungsgemeinschaft Allstedt
In de voormalige Verwaltungsgemeinschaft Allstedt, gelegen in het district Sangerhausen, werkten zeven gemeenten gezamenlijk aan de afwikkeling van hun gemeentelijke taken. Ze bleven juridisch echter onafhankelijk. Het zijn dus geen deelgemeenten naar de Nederlandse of Belgische betekenis van de term deelgemeente.

## Deelnemende gemeenten
- Allstedt (Stad)
- Katharinenrieth
- Mittelhausen
- Niederröblingen (Helme)
- Nienstedt
- Winkel
- Wolferstedt

## Geschiedenis
De Verwaltungsgemeinschaft werd in 1994 opgericht.
Op 1 januari 2005 werd de Verwaltungsgemeinschaft samengevoegd met de Verwaltungsgemeinschaft Kaltenborn tot de nieuwe Verwaltungsgemeinschaft Allstedt-Kaltenborn. De Verwaltungsgemeinschaft Allstedt werd daarmee opgeheven.